# Dean Klafurić
Dean Klafurić (ur. 26 lipca 1972 w Zagrzebiu) – chorwacki trener piłkarski. Posiadacz licencji trenerskiej UEFA Pro.

## Kariera
Były selekcjoner reprezentacji Chorwacji kobiet (2009–2012). Były trener trzecioligowych zespołów chorwackich, a także drugoligowego HNK Gorica (2017).
13 września 2017 roku objął funkcję asystenta pierwszego trenera Legii Warszawa – Romeo Jozaka. Od 14 kwietnia 2018 roku – pierwszy trener Legii Warszawa. Pod jego wodzą drużyna Legii zdobyła 2 maja tegoż roku Puchar Polski, a także – 20 maja – mistrzostwo Polski.
1 sierpnia 2018 został zwolniony z posady szkoleniowca Legii.

## Osiągnięcia

### Legia Warszawa
- Mistrzostwo Polski: 2018
- Puchar Polski: 2018